# Groupe Mère Poulard
Pour les articles homonymes, voir Poulard.
Le groupe Mère Poulard est un groupe industriel  et hôtelier établi en France. L'usine de Saint-Étienne-en-Coglès assure majoritairement la production de biscuits. Elle produit et commercialise des biscuits, mais aussi des cookies et des galettes.

## Création et développement
Éric Vannier (d), alors maire du Mont-Saint-Michel, s'est porté acquéreur de l'hôtel-restaurant de la Mère Poulard en 1986 en reprenant une exploitation commerciale léguée par ses grands-parents. C’est à partir de cet établissement, le Musée Historique, qu’il va peu à peu bâtir le groupe La Mère Poulard, groupe touristique devenu au fil des années une entreprise phare au Mont-Saint-Michel.
Le groupe La Mère Poulard comprend aujourd’hui une trentaine d’hôtels, de restaurants, de cafés, de magasins et de musées au Mont-Saint-Michel. En 1986, Éric Vannier devient propriétaire de l'Auberge de La Mère Poulard.
En 1998, Éric Vannier diversifie ses activités dans l’industrie agroalimentaire et crée la biscuiterie La Mère Poulard qui développe les recettes traditionnelles de la cuisinière du Mont-Saint-Michel. La biscuiterie produit des sablés, des galettes, des cookies et des palets à Saint-Étienne-en-Coglès en Bretagne, à 25 km du Mont-Saint-Michel. Les biscuits de La Mère Poulard sont vendus dans l’ensemble de la grande distribution française (Le Bon Marché, Lafayette Gourmet, Monoprix, Carrefour, Casino, Auchan, Cora, Leclerc, Intermarché, Système U), dans les 6 boutiques de La Mère Poulard situées avenue de l'Opéra à Paris, au Mont-Saint-Michel, à Rennes, à Saint-Malo et à Dinan, dans les réseaux de boutiques des pétroliers (Total, Shell, Esso), dans les avions de la compagnie aérienne Air France et sur des sites de vente en ligne. 
Ils sont également exportés dans 70 pays dans le monde.
En 2012, Éric Vannier initie une nouvelle diversification avec le développement de restaurants et de cafés en Asie (Japon, Corée, Taiwan, Chine…) et sur d’autres continents.
L'expérience des biscuits de la Mère Poulard a été étendue sur le plan industriel, en passant des accords avec des PME existantes. En 2000, le groupe Mère Poulard réalisait entre 170 et 200 millions de francs de chiffre d'affaires (26 à 30 millions d'euros),.
 (juillet 2008).
Depuis sa reprise, Éric Vannier entend faire de la Mère Poulard une marque forte. Aussi la Mère Poulard a posé sa griffe sur les œufs[réf. nécessaire] ; dans l'espoir d'être la première griffe française d'œufs dits alternatifs. Ont suivi les produits laitiers et les desserts. Et les snacks salés.
Au sein de ses 17 établissements, le groupe Mère Poulard emploie un millier de salariés, dont 200 dans ses unités agroalimentaires.

## Modèle économique
L'activité de distribution de produits se base principalement sur l'exploitation de la marque, et sur son image de tradition : le logo de la Mère Poulard ainsi que le mont Saint-Michel sont mis en valeur sur les produits du groupe. Elle s'accompagne d'une segmentation de l'offre en fonction des groupes sociaux visés.
Abstraction faite de la partie hôtellerie-restauration, des partenariats sont noués avec des industriels, à qui sont accordés une licence d'exploitation. Cela a été le cas de Orlait qui produit des desserts laitiers et de l'ultra-frais, de SA Appro qui a lancé la commercialisation des œufs, ou Grand Saloir Saint Nicolas qui fabriquait les quiches normandes et les galettes. Le groupe se rémunère par la perception de royalties sur les produits vendus sous sa marque. Une partie de l'activité biscuiterie est, elle aussi, fournie par ce type de concessions de licence.

## Controverse
En décembre 2015, la Mère Poulard a été sanctionnée par le site TripAdvisor pour avoir manipulé les avis sur son restaurant du mont Saint-Michel, dans le but d'influencer les internautes et de lutter contre sa mauvaise réputation. 
TripAdvisor a en effet identifié qu'une grande partie des avis positifs était postée depuis le même ordinateur et a en conséquence rétrogradé la Mère Poulard à la dernière place des restaurants du mont Saint-Michel. La Mère Poulard n'a pas donné de réponse publique à cette controverse,,.